# Jerky

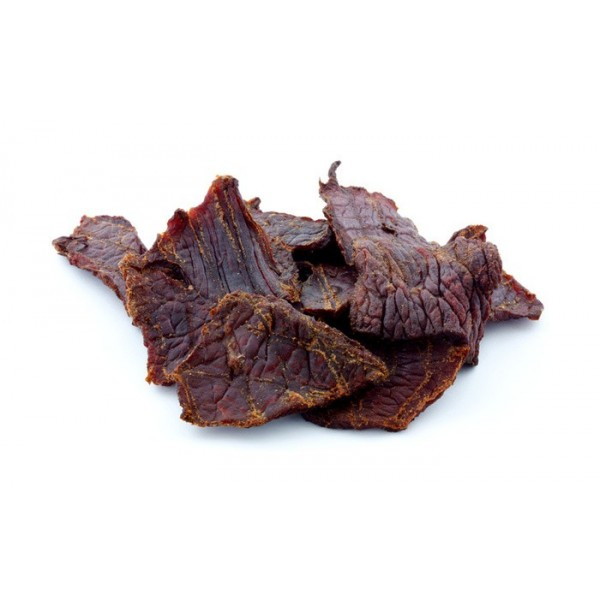
Jerky

Il jerky è un alimento costituito da carne sgrassata, tagliata a fettine e lasciata essiccare; viene poi aggiunto del sale per favorirne la conservazione e impedire il proliferare dei batteri. La parola "jerky" deriva dallo spagnolo "charqui" a sua volta una contrazione della parola Quechua "ch'arki", che significa bruciare (la carne).
Il jerky moderno viene normalmente marinato in una salsa piccante o nelle spezie, lasciato essiccare oppure affumicato a bassa temperatura (di solito sotto i 70 °C). Alcuni produttori usano ancora il metodo tradizionale di salatura ed essiccatura al sole; altri tritano finemente la carne, la mescolano alle erbe e la pressano in piccole fettine prima dell'essiccatura. Quando il jerky viene prodotto usando la carne di manzo si parla di beef jerky.

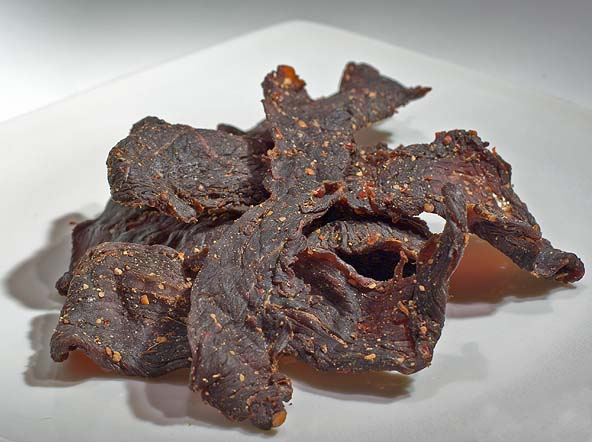
Beef jerky

## Preparazione
Le ricette del jerky contemplano diversi tipi di carne quali manzo, maiale, capra, montone, agnello, cervo, renna, bisonte, canguro ma anche tacchino, struzzo, salmone, alligatore, tonno, emù, cavallo e cammello.
La carne deve essere essiccata velocemente per limitare la proliferazione batterica durante questo momento critico. La carne fresca è infatti un terreno di coltura ideale per i batteri. La carne viene prima tagliata a fette sottili e queste vengono essiccate a bassa temperatura per
evitare che la carne cuocia o che si asciughi troppo.
Nelle fabbriche attuali i forni per l'essiccazione del jerky sono fatti di pannelli isolanti. All'interno ci sono diversi radiatori e diverse ventole. Ci sono anche delle aperture per portare aria fresca all'interno della camera del forno. Il basso calore e lo scambio d'aria contribuiscono ad essiccare la carne in poche ore. Le fette di carne cruda marinata vengono poste all'interno del forno e su di esse viene spruzzato dell'olio vegetale per non far attaccare la carne.
Alcuni produttori usano dei conservanti chimici come il nitrito di sodio insieme alla più tradizionale procedura a base di sale.
L'affumicatura è il metodo più tradizionale in quanto permette di conservare ed asciugare la carne conferendole anche il tipico sapore. La metodologia più comune in ambiti non industriali è la stagionatura in seguito alla salatura. Molti altri metodi però includono l'uso di una marinata.

## Confezionamento
Dopo essere stato essiccato il jerky viene raffreddato e impacchettato in buste di plastica sotto vuoto o sotto atmosfera inerte. Spesso, per evitare l'ossidazione del grasso, la confezione contiene piccole quantità di elementi, come il ferro, capaci di reagire con l'ossigeno ed ossidarsi al posto del grasso. La maggior parte del grasso viene comunque rimossa prima dell'essiccamento perché altrimenti irrancidirebbe, non essendo essiccabile.

## Disponibilità
Il jerky tradizionale è disponibile in Sudafrica, Canada e negli USA, Australia, Nuova Zelanda e Regno Unito. Un prodotto simile è abbastanza popolare a Roma sotto il nome di "coppiette". In Etiopia il jerky è chiamato "qwant'a" e viene aromatizzato con pepe nero, berberé o awaze.